# Canac

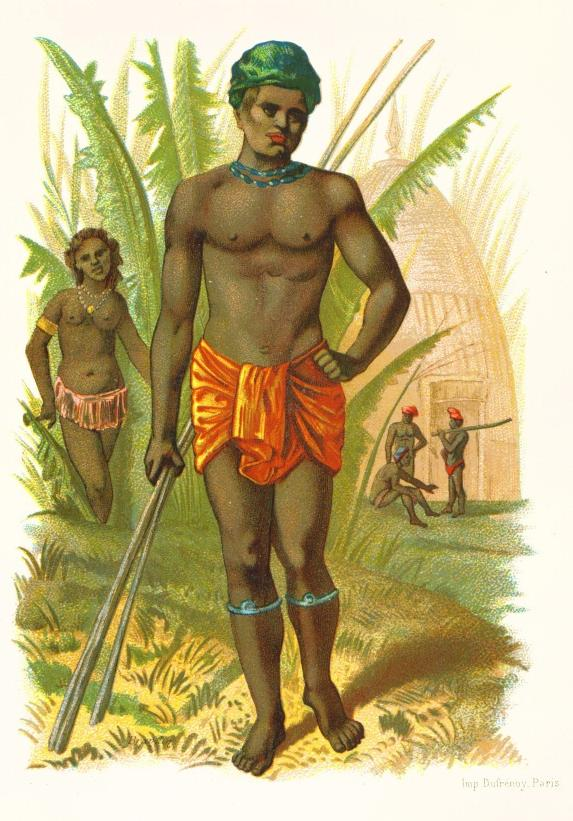
Canac, litografia de Garnier, 1870

Canac és el nom donat als melanesis de Nova Caledònia. Són un poble melanèsic semblant als aborígens australians, que es caracteritza per tenir la pell fosca de color bru roig o xocolata. L'alçada és mitjana (160-165 cm), el cos massís i els membres robusts. També són dolicocèfals, amb la volta craniana força alta, amb arcades supraciliars protuberants, pòmuls molt marcats, ulls enfonsats i llavis grossos, amb nas ample i deprimit, i cabells cresps i llargs. Segons el cens del 1996, hi havia 86.788 canacs a Nova Caledònia (el 44,1% dels habitants de l'illa). El seu percentatge augmenta al 90,7% a les Illes Loyauté i al 78,7% a la província del Nord, però baixa al 25,7% a la província del Sud.
El terme té el seu origen en el mot hawaià kanaka que significa 'persona' i és usat en general pels polinesis per a referir-se a ells mateixos. Els navegants i mercaders europeus van generalitzar-ne l'ús, sobretot en la forma francesa canaque, per referir-se no sols als hawaiians o als polinesis, sinó també als pobles de Melanèsia i Micronèsia.
A Nova Caledònia, el terme es va utilitzar per part dels francesos de manera pejorativa. A partir dels anys 1960, els moviments independentistes de Nova Caledònia es van apropiar del terme, sota la grafia kanak, i la nació kanak ha esdevingut Kanaky. Amb unes trenta llengües autòctones diferents, no existia una denominació comuna per al país i la població melanèsia de Nova Caledònia. El terme que abans era pejoratiu avui s'utilitza amb orgull i com a símbol de reivindicació cultural i emancipació política.
A la colònia penal, activa entre 1864 i 1924, hi van ser deportats al voltant de 21.600 presoners, majoritàriament de la França continental i l'Algèria francesa. Dividits en tres categories, els condemnats podien arribar a ser alliberats sense obtenir el dret a retorn a les seves contrades però la majoria es van establir permanentment al país sent contractats per extreure níquel a partir de 1864 i coure a partir de 1875. Els canacs es van veure obligats a traslladar-se a reserves canacs establertes en 1868, que s'anaren reduint progressivament en extensió,  més a prop de les muntanyes i les seves condicions de vida es van tornar molt dures. Aquesta situació va causar un greu ressentiment entre els canacs que van protagonitzar la revolta Canac de 1878 contra el domini colonial francès, que va ser reprimit pels francesos, més ben armats, i el líder canac va ser decapitat i el seu cap va ser exposat al Museu d'Història Natural. De 1898 a 1900 es van emetre una sèrie d'ordres d'espoliació que van reduir considerablement l'extensió de les reserves existent fins ocupar el 10% de la superfície dels seus territoris ancestrals, atès que la seva població havia disminuït dràsticament a causa de les malalties, i els caps també van ser convidats a acceptar abandonaments a canvi de la promesa a les tribus dels títols de propietat inalienables sobre els territoris on estaven confinades.
En resposta a la revolta Canac de 1917, les autoritats colonials, especialment els governadors Joseph Guyon i després Bernard Siadous, van desenvolupar una "nova política indígena" a partir de mitjans de la dècada de 1920 per crear una elit melanèsia assimilada a la cultura republicana, sobretot obrint l'educació pública a certs nens Canac (generalment fills de líders consuetudinaris), formant "monitors nadius" per crear escoles laiques a les reserves (on l'educació fins aleshores havia estat totalment abandonada a missions catòliques o protestants), desenvolupant el cultiu del cafè o l'explotació de la copra mitjançant la creació de consells municipals Canac en terres consuetudinàries. El 27 d'octubre de 1946, amb l'establiment de la Quarta República, Nova Caledònia es va convertir en un territori d'ultramar, les reserves canacs i l'estatus de ciutadans nadius va ser abolit per als canacs, que van obtenir la nacionalitat francesa i el dret de vot.
Un canac famós és el futbolista Christian Karembeu que va jugar al Reial Madrid entre 1997 i 2000.

## Art canac

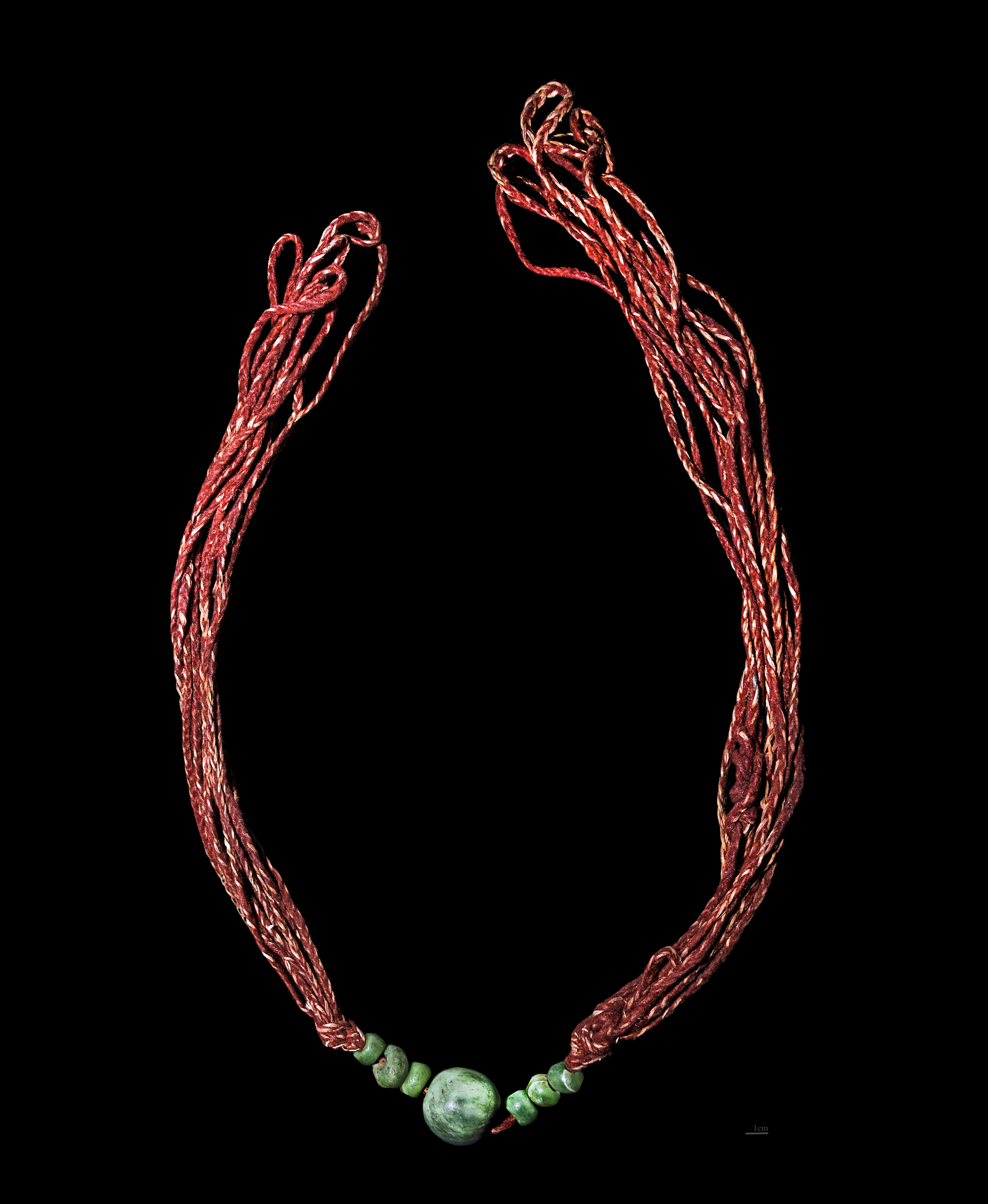
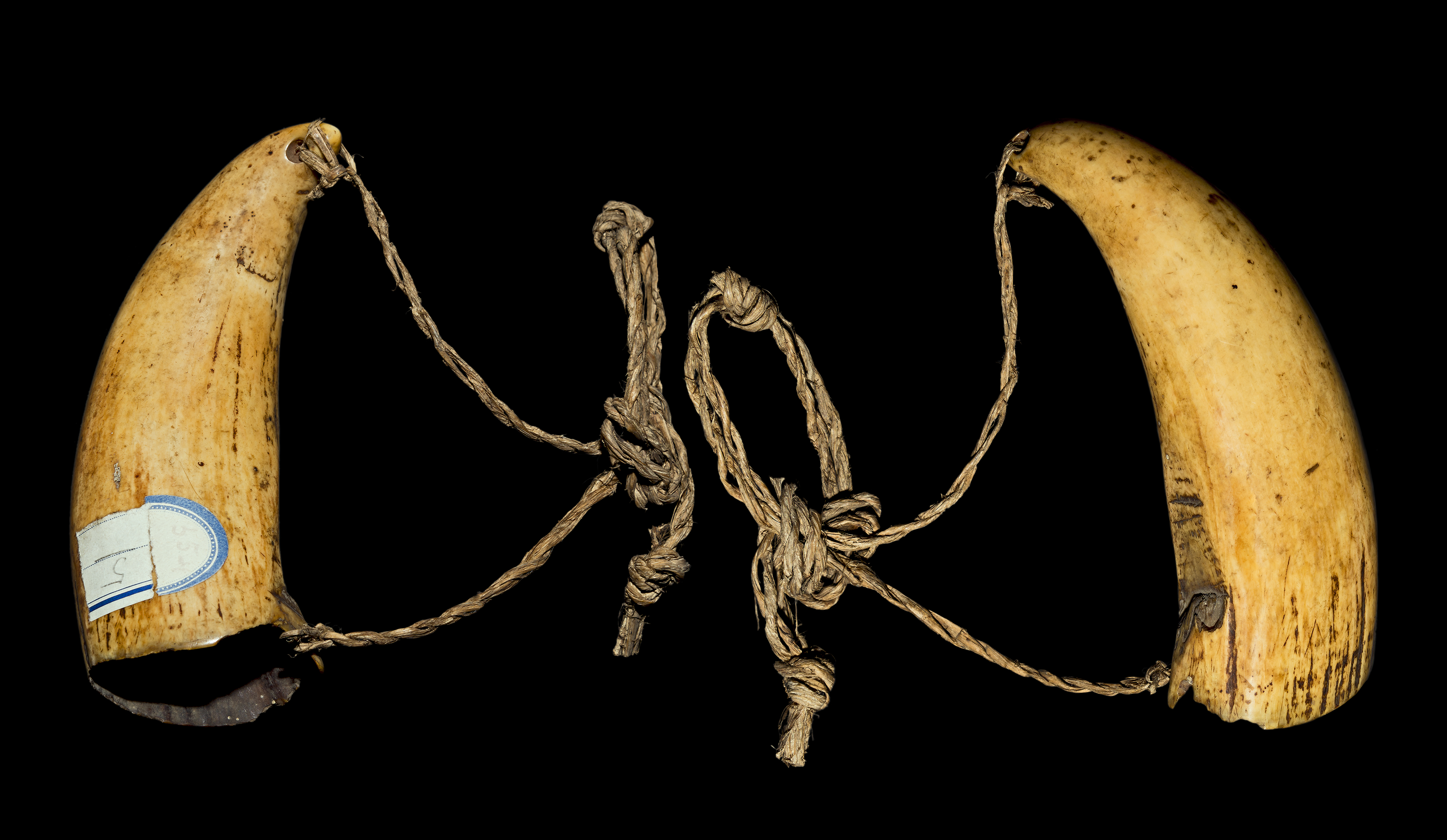
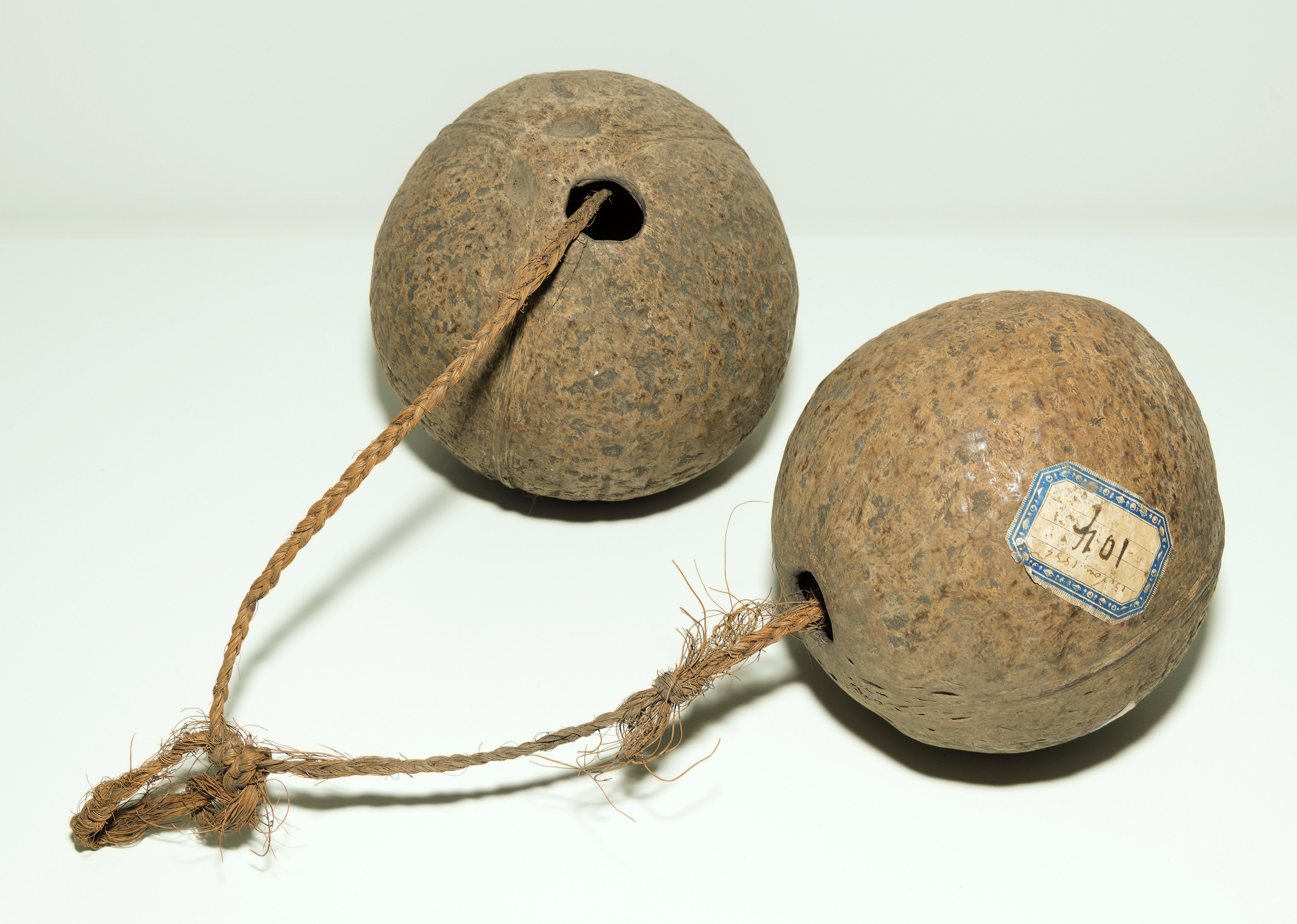
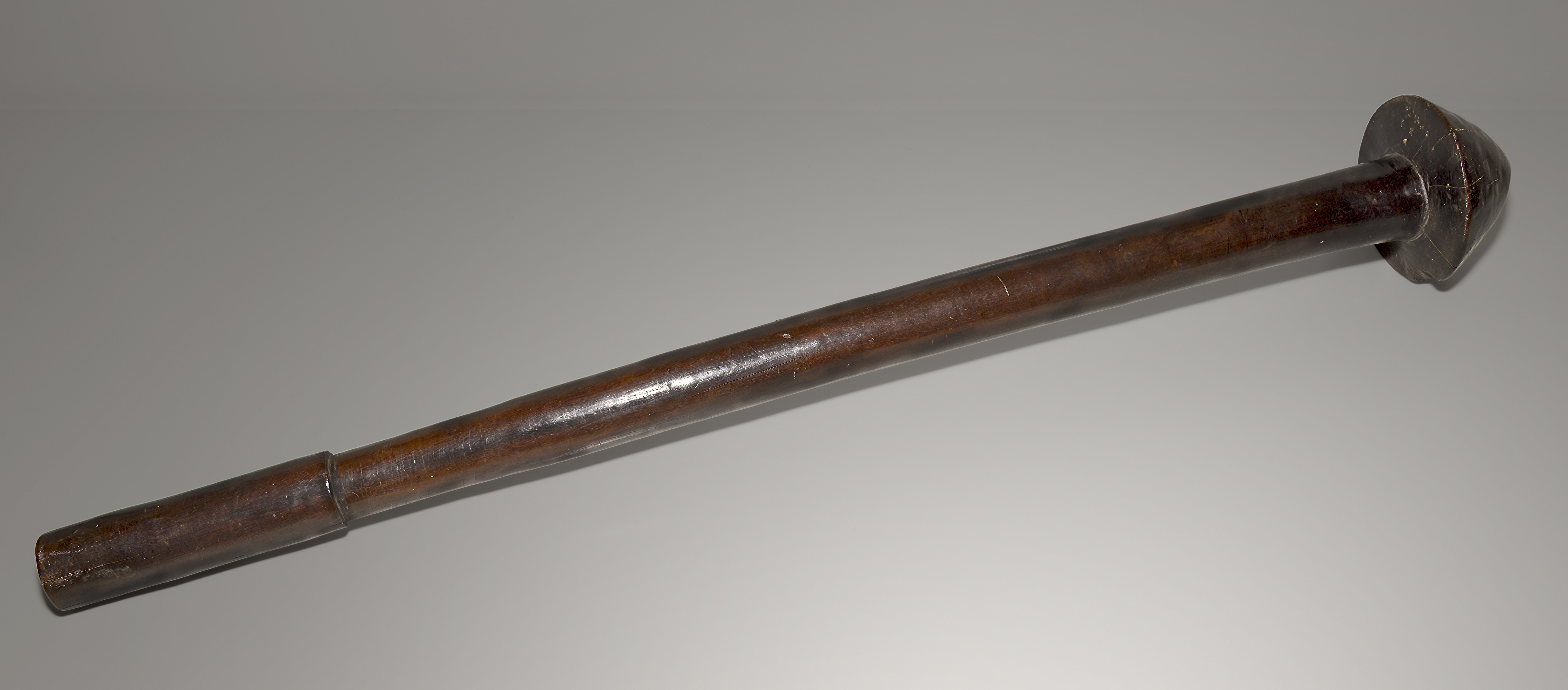
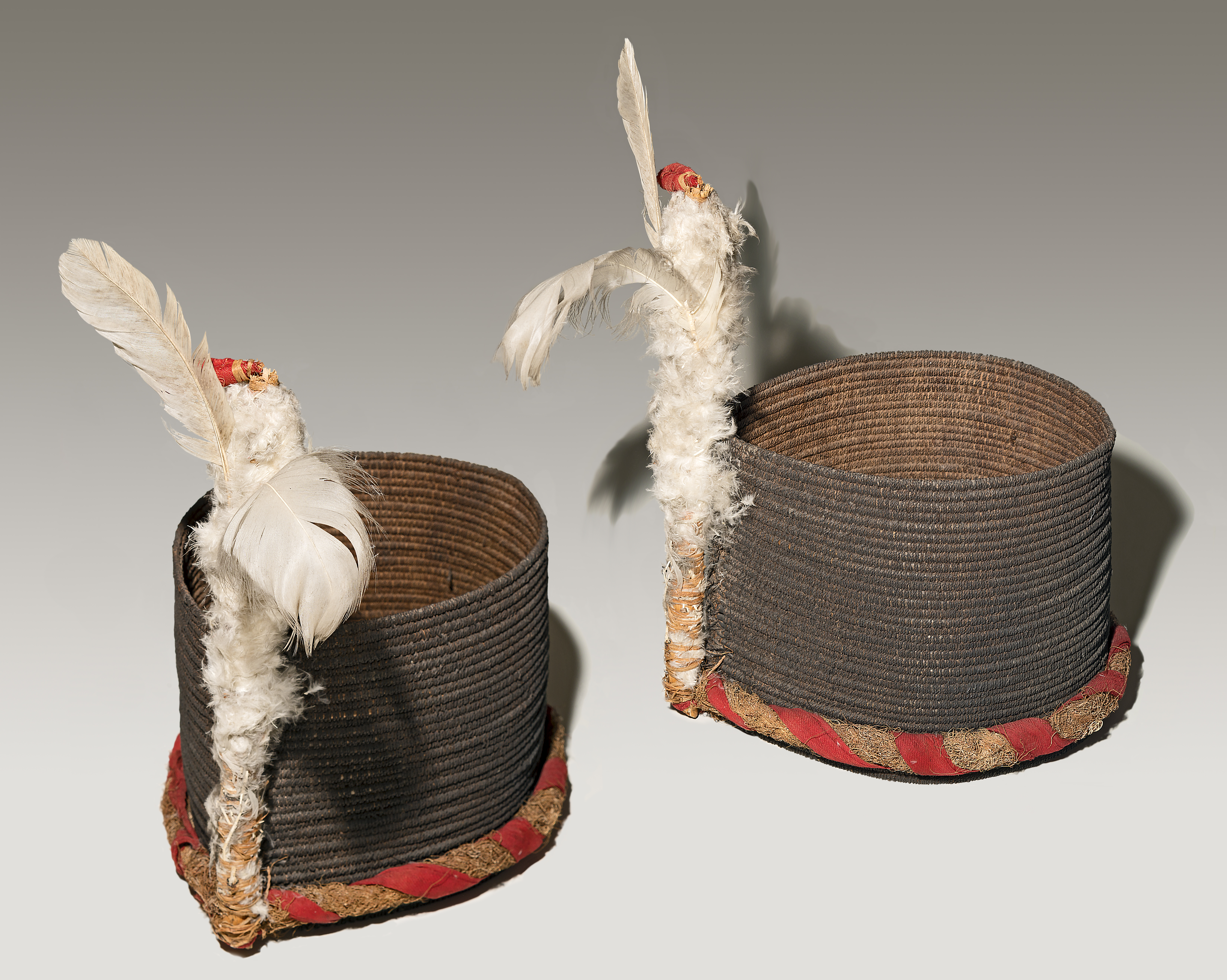
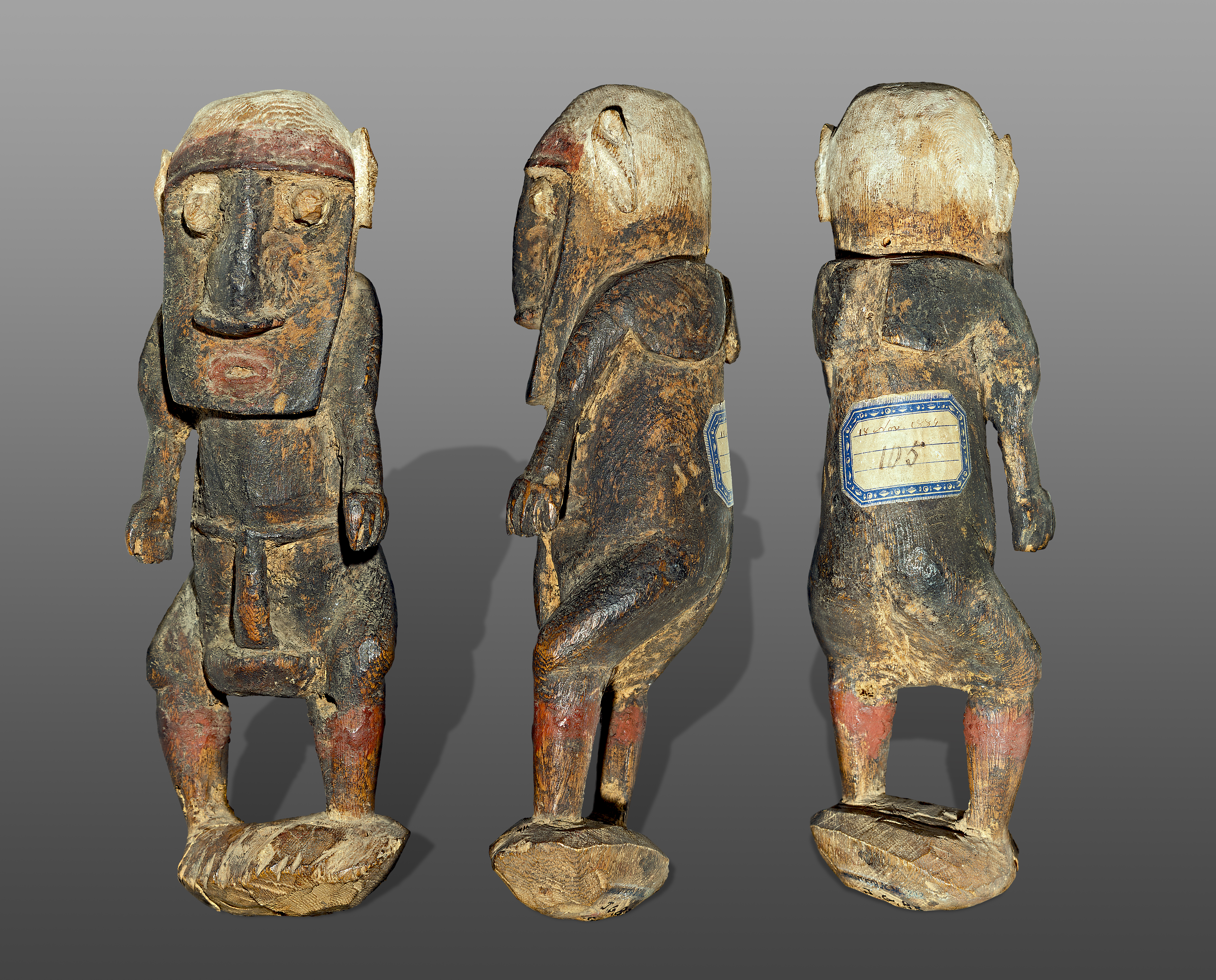